# 歌カツ! 〜歌うま中高生応援プロジェクト〜
『歌カツ！ ～歌うま中高生応援プロジェクト～』は2020年10月9日から2021年3月26日までテレビ朝日の『バラバラ大作戦』（木曜第2部）内で放送されていたバラエティ番組。

## 概要
全国の歌手を夢見る中高生たちにお題を与え、その成長やプロデビューまでの道のりを追うドキュメントバラエティー番組。「次世代シンガー発掘リアリティーショー」。お題に応えた歌唱動画はテレビ朝日公式YouTubeチャンネル「動画、はじめてみました」にアップし、総再生回数を競い合う。
「番組総合プロデューサー」として絶対音感の持ち主で数々の楽器演奏や作曲活動も行う粗品が就任。アシスタントには、『ミュージックステーション』でも活動したテレビ朝日・弘中綾香が就任する。
お題やアドバイスを与える講師は月替わりで交替し、大石昌良、神山羊、Rin音、首藤義勝（KEYTALK）、大森靖子、小出祐介（Base Ball Bear）などが務める。
毎週金曜未明（木曜深夜）のバラバラ大作戦枠で放送されるが、AbemaTVが企画協力している関係で、木曜23時から完全版を独占先行配信する（TVer、TELASAでは未配信）。

## 出演者
- 粗品（霜降り明星）歌カツ!総合P
- 弘中綾香

## ゲスト
Season1
- さなり（#1）
- Rin音（#3）
- 中田花奈 (#4、11)
- よかろうもん（#6）

Season2
- 田邊駿一（BLUE ENCOUNT、#7）
- 北村匠海（DISH//、#5）
- 井上苑子（#10）
- Novel Core（#10）

## 審査員

### Season1
- 大石昌良（2020年10月、#1‐4）「自作の歌でバズらせろ」
- 神山羊（2020年11月、特別講師、#5）
- 首藤義勝（KEYTALK、2020年11月、#5‐7）「恋愛ソングをバズらせろ」
- 大森靖子（2020年11月、#7）
- 足立佳奈（2020年12月、#9、10）「弘中アナの動画に合う楽曲付け」（ショート楽曲制作）
- 橋口洋平（wacci、2020年12月、#10）「『別の人の彼女になったよ』をカバーしよう」
- 小出祐介（2020年12月、特別講師、#10）

### Season2
- 橋口洋平（wacci、2021年1月～2月、#1、#2、#5）カバー曲審査、「ショート動画に曲をつけろ」
- 井上苑子（2021年1月、#1、#2）カバー曲審査
- Novel Core（2021年1月、#1、#2）カバー曲審査
- 小出祐介（Base Ball Bear、2021年1月‐、#3、4）オリジナル曲審査
- 首藤義勝（KEYTALK、2021年1月‐、#3、4）オリジナル曲審査
- 山村隆太（flumpool、2021年2月、#6）「ショート動画に曲をつけろ」
- コレサワ（2021年2月、#7）「ショート動画に曲をつけろ」
- 川崎鷹也（2021年3月、#8）「ショート動画に曲をつけろ」

## 優勝

### Season1
- 上田桃夏

### Season2
- 梅岡琉生

## スタッフ
- 制作著作：テレビ朝日、ABEMA